# Javier Cansado
Ángel Javier Pozuelo Gómez (Madrid; 1957), artísticamente conocido como Javier Cansado, es un humorista y locutor de radio español, miembro del dúo humorístico Faemino y Cansado.

## Biografía
Javier Cansado nace en Madrid, en el barrio de Carabanchel. Estudió hasta segundo curso de Química para después estudiar Psicología, hasta conseguir la licenciatura. Mientras estudiaba, en el año 1980, conoció a quien sería su pareja humorística: su amigo Juan Carlos Arroyo Urbina (Carlos Faemino). Posteriormente, empieza a compaginar las actuaciones dentro del dúo con proyectos personales, con apariciones en radio, televisión y cine.

### Faemino y Cansado
Con Faemino empieza a actuar en el parque del Retiro de Madrid, lugar famoso por las actuaciones espontáneas de diversos artistas que allí se daban cita. Actuaron en este escenario durante cerca de cuatro años, llegando a ofrecer espectáculos de más de dos horas de duración. Se les conoció al principio como "Los del mono rojo", (aunque su verdadero nombre artístico era Tato y Kiko), por el atuendo que llevaban por entonces. Más adelante se bautizaron como "Los hermanos Benítez". Finalmente, al final de esta época se pasaron a llamar Faemino y Cansado.
En la época final empezaron a compaginar las actuaciones de El Retiro con espectáculos en bares de la periferia de Madrid. De ahí dieron el salto a teatros. Con el aumento de su popularidad acabaron apareciendo en televisión.
Empezaron en televisión en los programas infantiles La bola de cristal y Cajón desastre[cita requerida]. Posteriormente realizaron una serie de 16 programas propios de aproximadamente media hora de duración: El orgullo del tercer mundo, emitidos en TVE 2. También hicieron apariciones esporádicas en programas de variedades como Tutti Frutti, Pero ¿esto qué es? o Vip Noche.

### Carrera en solitario

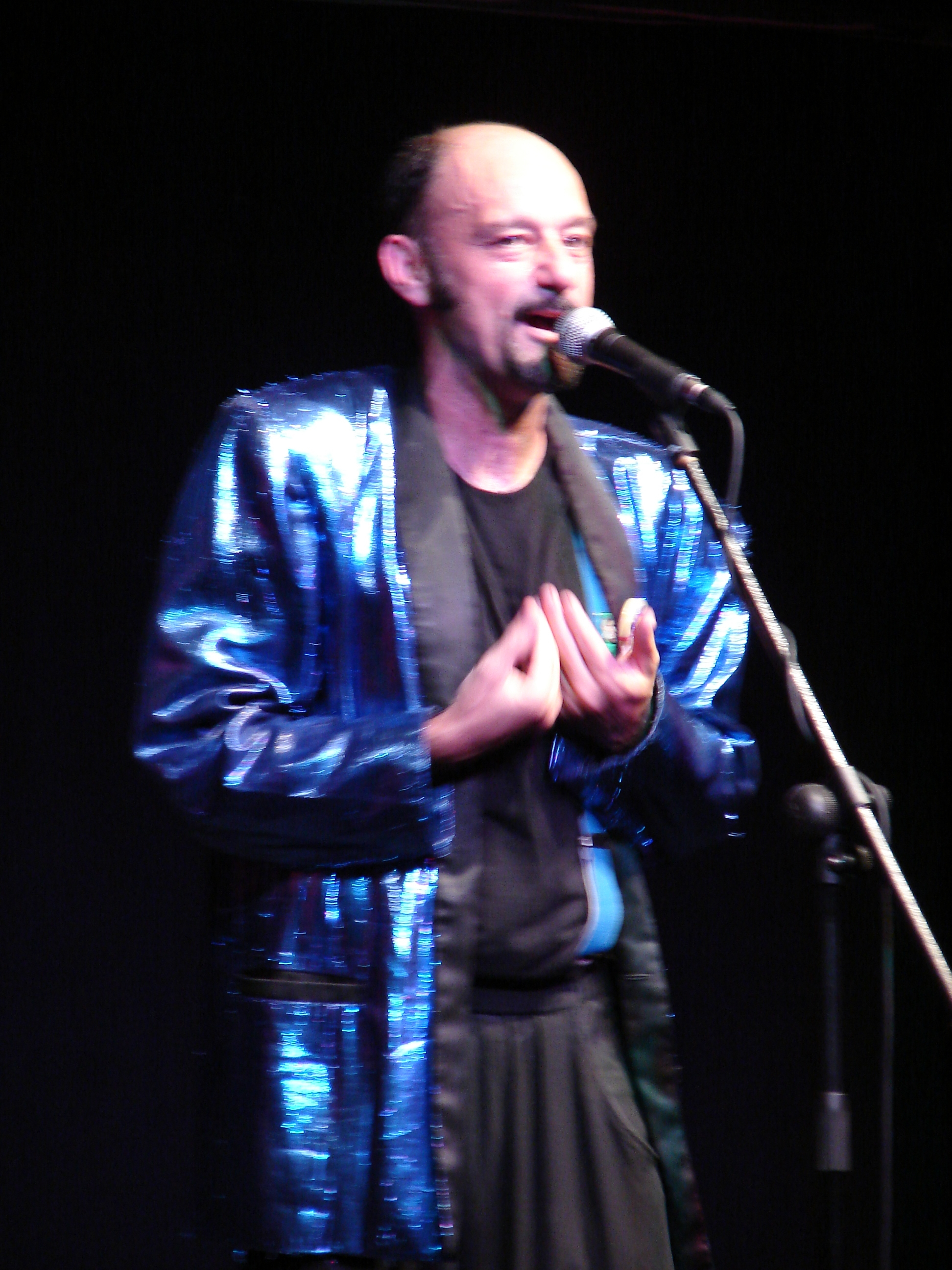
Cansado en 2006.

Fuera del dúo empezó a trabajar en la radio con un programa en M-80, llamado El Chispazo. Posteriormente colaboró en La ventana, programa de la Cadena SER dirigido por Gemma Nierga, siguió trabajando con un programa propio llamado De nueve a nueve y media. En esta cadena también colabora en el programa A vivir que son dos días, dirigido por Javier del Pino.
Ha escrito el libro Cómo acabar con los libros de cómo publicado por AEPI en 1992 dentro de la colección Obra Guasa, firmando como Rudy Cansado.
En cine ha aparecido en Airbag (1997) y Torrente, el brazo tonto de la ley (1998). 
En televisión ha colaborado en el programa de La Sexta El intermedio y en el programa de Televisión Española Yo estuve allí.
También participa, junto a Javier Coronas y Pepe Colubi, en Ilustres ignorantes, programa de #0, cadena que sustituye a Canal+.
Participó como actor secundario en el quinto capítulo de la primera temporada de El fin de la comedia.
Desde 2015, colabora en el podcast Todopoderosos de cine, libros, series y cómics junto a Arturo González-Campos, el director de cine Rodrigo Cortés y el escritor Juan Gómez-Jurado.
Desde mayo de 2018 y con el equipo que ya compartía mesa en el podcast Todopoderosos evolucionan el formato y crean Aquí hay dragones en Podium Podcast.
A finales de 2019 protagoniza el corto Un mundo salvaje, dirigido por David Santamaría González y Rodrigo E. Marini Valsechi.
En 2021 colabora en la primera temporada del programa, El condensador de fluzo de La 2 junto a Juan Gómez-Jurado.